# Al-Yasa
Al-Yasa, Elyesa of Al-Jasa (Arabisch: اليسع) is in de islam een profeet die door God werd gezonden naar het Bani Isra'iel (Israëlieten). Hij is in het jodendom en christendom bekend als Elisa.
De algemene opvatting binnen de islam is dat God na Ilyas de profeet al-Yasa naar de Israëlieten zond. Nadat Ilyas met Gods toestemming zijn rebellerende stam in Baalbek verliet, ging hij naar andere steden om mensen de boodschap te geven om enkel in God te geloven en Hem te aanbidden. Tijdens deze periode werd hij zeer geliefd bij de bevolking van een van deze steden, waarop die Ilyas verzocht om een tijdje bij hen te blijven. Hierop bleef Ilyas een tijdje logeren bij een oude vrouw. Deze oude vrouw was de moeder van al-Yasa. Al-Yasa was op dat moment nog een jongeman en ziek. Zijn moeder vroeg aan Ilyas om tot God te bidden, zodat haar zoon weer gezond kon worden. Ilyas bad tot God, waarop al-Yasa weer snel beter werd. Hierna zou al-Yasa de profeet Ilyas nooit meer verlaten. Hij zou van hem de Tawrat (Thora) hebben geleerd. God gaf na Ilyas het profeetschap aan al-Yasa.
Al-Yasa riep de Israëlieten tot het ware pad en herinnerde zijn volk aan de boodschap van God. De Israëlieten dwaalden weg van het pad dat God in Zijn Boek leerde. De stammen hadden onderling een hevige concurrentie om aan het hoofd van de Staat te kunnen komen. Uiteindelijk liet God Assyrië over hen zegevieren. Ze kregen daardoor een ellendig leven. Rond deze tijd werd de profeet Yunus (Jonas) in de hoofdstad van Assyrië, in Ninive geboren.
De Israëlieten gehoorzaamden soms Al-Yasa, terwijl ze weer soms tegen hem rebelleerden. Vlak vóórdat Al-Yasa stierf, riep hij Zulkifl naar zich en benoemde hem als zijn khalifa.